# Jewish Public Bank
Jewish Public Bank A.G. (Żydowski Bank Publiczny S.A.) – działający w Gdańsku w latach 1923-1939 czołowy w Gdańsku bank o kapitale żydowskim.

## Historia
Bank założony w 1923 przez 4 kupców handlujących drewnem i lekarza stomatologa. W latach następnych 25% kapitału banku należało do Żydowskiego Banku Kolonialnego (Jewish Colonial Trust) w Londynie i jego spółki zależnej Banku Angielsko-Palestyńskiego (Anglo-Palestine Bank). Sprzedawał udziały w palestyńskich funduszach narodowych „Keren Kajemet Leisrael” oraz „Keren Hajessod”. Poniósł duże straty w latach 1928 i 1932-1934. W 1937 bankowi odebrano uprawnienia banku dewizowego, skonfiskowano około 2 mln guldenów, zaś kierownictwo banku – dyrektora dr Leo Goldhabera (1902–1992) i jego dwóch zastępców, aresztowano. Bank zakończył działalność w 1939.

## Dyrektorzy
- 1923-1933 - dr Josepf Segall (1874-1943)
- 1933-1935 - Willy Anspach[4]
- 1935-1937 - dr Leo Goldhaber (1902-1992)
- 1937-1938 - dr Ernst Berent (1887-1961)[4]

## Siedziba
W latach 1923–1930 siedziba banku mieściła się przy Langasse 56 (obecnie ul. Długa), w 1933-1939 przy Hundegasse 96 (ob. ul. Ogarna).